# Bistre (cheminée)
Pour les articles homonymes, voir Bistre.
Le bistre de cheminée est une croûte compacte qui se forme dans les conduits de cheminée. Il est issu de la suie détrempée et est une substance hautement inflammable à l'origine de la plupart des incendies dans les foyers au bois.
Le bistre est aussi un pigment goudronneux issu du traitement de la suie de bois dont la couleur varie du jaune safran au brun foncé.

## Caractérisation du bistre de cheminée
Le bistre est une matière brunâtre formée à partir de la suie détrempée,. On l'appelle aussi communément goudron bien qu'il n'ait rien à voir avec le vrai goudron qui est un mélange d'hydrocarbures, issu de la distillation de la houille. C'est en fait un mélange à forte teneur en eau, chargé de particules de carbone et d'huile, qui s'oxyde au contact de l'air. C'est le vecteur de presque tous les incendies de cheminée[réf. nécessaire].
Il se forme lorsque la vapeur d'eau des fumées de combustion se condense dans le conduit de cheminée et se mêle à la suie qui recouvre le conduit.
Le mélange donne une mélasse qui en séchant se durcit pour constituer une croûte compacte. Le bistre est ainsi un agrégat de suie, très inflammable et expansible jusqu'à 7 fois son volume lors de la combustion.

## Débistrage

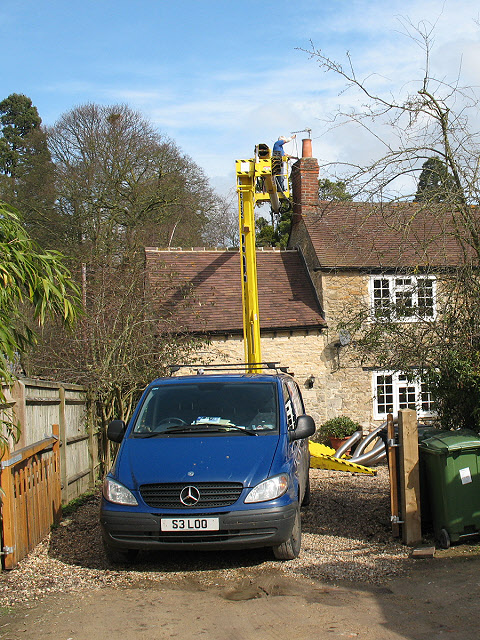
Intervention d'un ramoneur sur un conduit de cheminée pour en retirer la suie et le bistre (Royaume-Uni)

Le balai à suie du ramoneur ne suffit pas à le retirer. Un outillage adapté est nécessaire pour le débistrage, si le dépôt est important.
La débistreuse est aujourd'hui une machine électrique qui, grâce à l'action rotative de sa tête à masselottes, va percuter le conduit et faire tomber le bistre.
La vérification et le ramonage des conduits de cheminée sont obligatoires au moins une fois par an pour les combustibles gazeux et deux fois par an pour les combustibles liquides (fuel) et solides (bois, charbon, granulés). Ils peuvent être portés à quatre fois dans les régions froides et/ou dans celles où le bois disponible est essentiellement du sapin. Le débistrage mécanique peut être effectué à cette occasion. Mais il n'est applicable qu'en fonction de la qualité et de la quantité du goudron. Si la quantité est trop importante, des bûches de ramonage chimiques peuvent être utilisées pour faciliter le débistrage.

## Risques
Les risques liés à l'accumulation de bistre dans le conduit de cheminée ne peuvent être pris à la légère.
Cette accumulation peut conduire à des feux de cheminée, voire, en cas d'obturation totale du conduit, à une intoxication au monoxyde de carbone.

## Prévention
La formation de bistre peut être évitée en réduisant la formation de résidus de combustion et en s'assurant que la vapeur d'eau des fumées jusqu'à leur évacuation du conduit ne passe sous le point de rosée,.
À cet effet, il est recommandé :
- de brûler du bois sec (de 15 à 20 % d'humidité). Il est recommandé idéalement d'utiliser du bois dur ayant au moins deux ans de séchage sous abri ventilé s'il est abattu en hiver. Ce délai peut être porté à quatre ans pour un arbre abattu en été à cause de la sève (qui correspond à une humidité inférieure à 20 %). Il est préconisé d'éviter les résineux et les bois de récupération (palette, bois de charpente) qui encrassent très vite les conduits[5]. Il est préférable d'utiliser du chêne, du hêtre ou du charme ;
- de ne pas faire fonctionner l'appareil de chauffage au bois à allure réduite. La puissance de l'appareil doit être adaptée au volume de la pièce à chauffer, trop puissant, celui-ci tournerait au ralenti. Le conduit doit aussi être adapté à l'appareil raccordé[5] ;
- de bien isoler le conduit de cheminée pour éviter la condensation des fumées ;
- d'allumer le feu en chauffant progressivement la cheminée[3] ;
- d'éviter l'utilisation non conforme de l'appareil de chauffage (comme un chargement trop important). Lors de l'utilisation d'un poêle, il est recommandé par exemple de ne pas le remplir excessivement pour le faire tenir toute la nuit[5] ;
- de veiller à une bonne qualité du tirage : 10 à 15 Pascal de dépression sont requis pour obtenir un bon tirage [7],[5] ;
- de veiller à ce que le conduit de cheminée soit le plus droit possible : l'échappement du gaz doit rencontrer le moins d'obstacles pour éviter les dépôts de suie et la condensation[5] ;
- de veiller à une bonne répartition et quantité d'arrivée d'air frais : l'arrivée d'air constitue un paramètre important du bon fonctionnement d'une cheminée. L'introduction d'air devra être proportionnelle à la taille du conduit (plus d'entrée d'air si plus d'échappement de gaz). De même le mode de fonctionnement de l'appareil doit être adapté (pas de tirage fermé) : l'appareil de chauffe ne doit pas trop tourner au ralenti[5],[8].

À bas régime, les températures de combustion sont plus basses ; la vapeur d'eau issue de la combustion du bois en raison de l'humidité qu'il contient a alors facilement tendance à se condenser sur la suie et à générer du bistre.